# ニューロフィジン
ニューロフィジンまたはニューロフィシン（英: neurophysin）は、オキシトシンとバソプレッシンをそれぞれ視床下部の室傍核と視索上核から脳下垂体後葉に運搬するキャリアタンパク質である。神経分泌顆粒内では、ニューロフィジンIとニューロフィジンIIはホルモンと安定な複合体を形成している。安定化ニューロフィジン-ホルモン複合体は神経分泌顆粒内で形成されて脳下垂体後葉に位置し軸索輸送を補助する。軸索輸送の過程では、ニューロフィジンは結合したホルモンが細胞質空間に漏れ出して酵素によるタンパク質分解を受けることを防いでいると考えられている。血中ではニューロフィジンの濃度が低いためにタンパク質-ホルモン複合体は解離している可能性が高く、ニューロフィジンは循環器系でのホルモンの輸送は補助していないことが示唆される。
ホルモンとともにニューロフィジンも視床下部/下垂体後葉から分泌され、その際にはさらに糖ペプチドも共に分泌される。
運搬するホルモンの種類によって、以下の2つに分類される。
- ニューロフィジンI（英語版） - オキシトシン
- ニューロフィジンII（英語版） - バソプレッシン

## ニューロフィジンの生合成
ニューロフィジンは視床下部の視索上核と室傍核の細胞体で合成される。 
ジスルフィドに富むニューロフィジンタンパク質は、インスリン合成時と同様に、高分子量の前駆体がタンパク質分解によって切断されることによりジスルフィド結合パターンが形成されることが示唆されている。

## 構造
ニューロフィジンは分子量約10,000の酸性タンパク質で、システイン、グリシン、プロリンに富んでいる。このタンパク質は2つのドメインを持つ93–95残基のポリペプチド鎖からなり、14個のシステイン残基が7つのジスルフィド結合を形成している。 

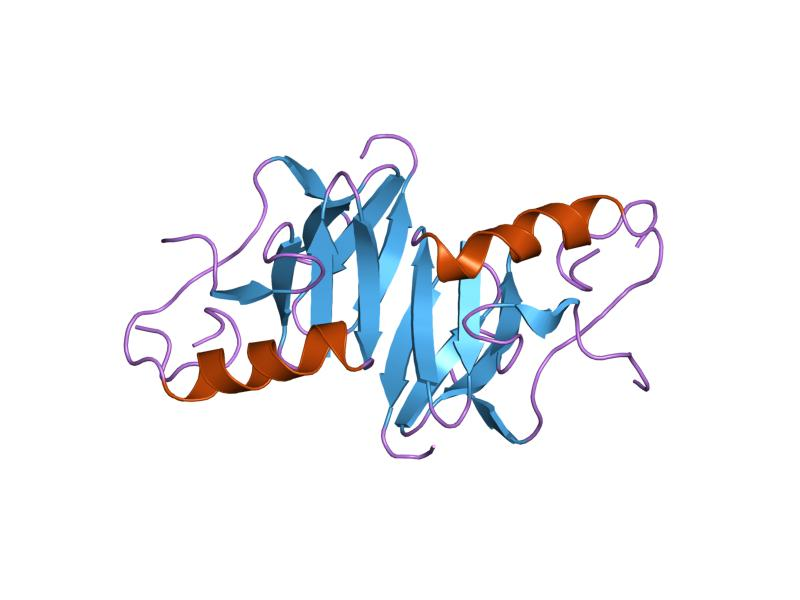
バソプレシンが結合してない状態のニューロフィジンII

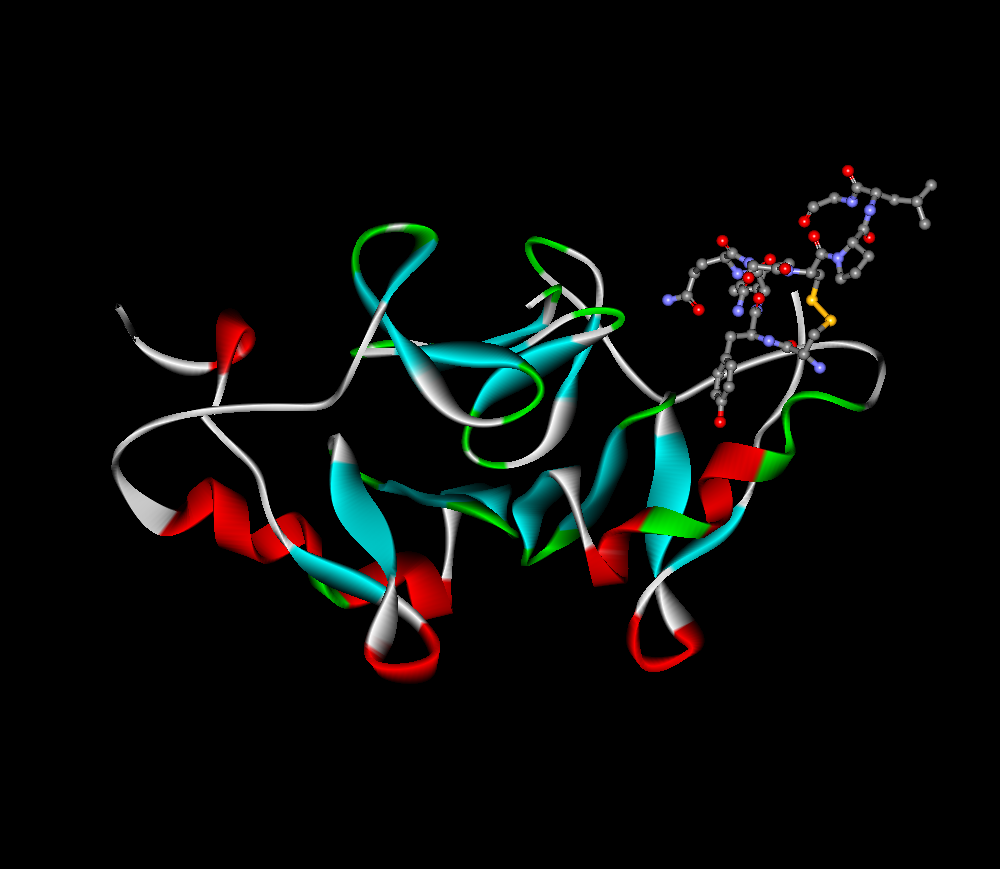
ニューロフィジン-オキシトシン複合体